# Крістіан Понде
Крістіан Понде (порт. Cristian Ponde; 26 січня 1995, Феурешть, Марамуреш, Румунія) — португальський футболіст румунського походження, нападник клубу «Карпати» (Львів).

## Клубна кар'єра
Народився 26 січня 1995 року в Румунії. У віці 9 років переїхав з батьками в Португалію, де почав займатися футболом у клубі «Ольяненсе». У 2005 році перейшов в академію лісабонського «Спортінга». 
На професійному рівні дебютував у складі дублючої команди «Спортінга» 24 лютого 2013 року в матчі другої португальської ліги проти «Фреамунде» (5:1). 21 січня 2015 року гравець дебютував за основний склад «Спортінга», вийшовши на заміну на 89-й хвилині в матчі Кубка португальської ліги проти «Белененсеша» (2:3). Цей матч так і залишився єдиним для гравця за першу команду рідного клубу. Сезон 2016/17 провів в оренді у «Спортінгу Ковілья» у другому за рівнем дивізіоні країни.
6 серпня 2018 року перейшов у «Карпати» (Львів), підписавши з клубом трирічний контракт.

## Збірна
Викликався в різні юнацькі збірні Португалії, зігравши за них 29 матчів і відзначившись 11 забитими м'ячами.